# Панчо Томов (хижа)
„Панчо Томов“ е туристическа хижа, намираща се в местността Фонфон в планината Витоша. Построена е през 1927 година в непосредствена близост до много по-голямата хижа „Фонфон“, която изгаря през 1968 година и от нея не остава и следа.
През 30-те година на 20-и век е наричана „Луничка“, но е преименувана на „Панчо Томов“ в чест на ентусиаста, който помага за изграждането ѝ. Целта ѝ е хората без слух да имат място за почивка и отмора в планината.
Към 2021 година хижата е нефункционираща.

## Изходни пунктове
- местността Златните мостове (последна спирка на автобус № 63) – 15 минути
- село Владая (спирка „Кметство Владая“ на автобуси № 58 и 59)

## Съседни туристически обекти
- хижа „Малинка“ – 5 минути
- хижа „Червената шапчица“ – 15 минути
- Творчески дом „Витоша“ – БНР – в непосредствена близост
- Творчески дом „Артистите“ – в непосредствена близост